# Iglesia de San Vicente de Rus

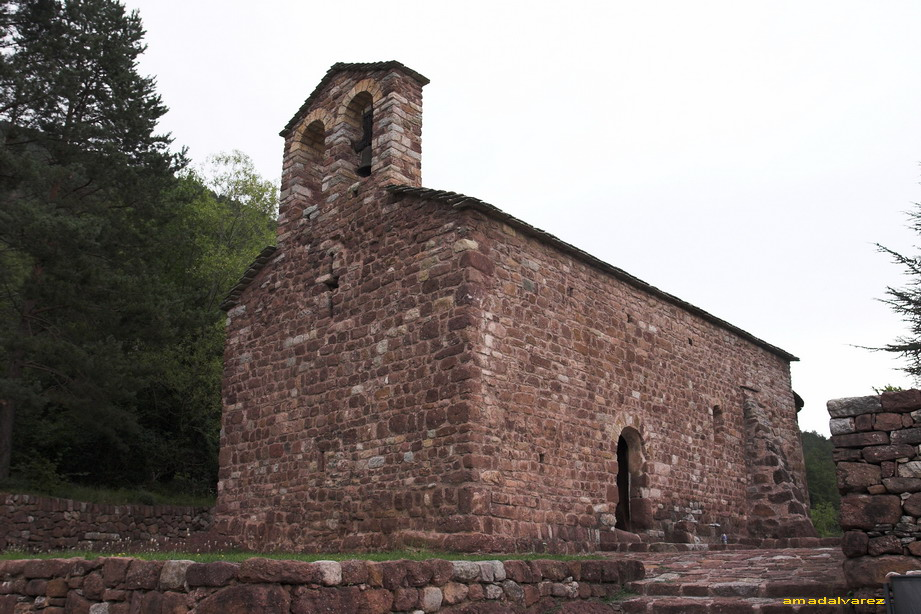
Iglesia de Sant Vicenç de Rus.

La iglesia de San Vicente de Rus, está situada en la población de Castellar de Nuch de la comarca catalana del Bergadá.

## Historia
Se nombra documentalmente por primera vez en el año 961 como donación al Monasterio de San Lorenzo de Bagá.
El obispo Odón de Urgell, la consagró el 6 de febrero de 1106, confirmándose su carácter parroquial a partir del año 1312. Se construyeron en el siglo XIV las capillas de San Andrés y Santa Magdalena. Sufrió destrozos en sus muros provocados por el terremoto de 1428. Durante el siglo XVIII pasó a depender de Santa María de Castellar de Nuch.

## El edificio
Consta de una sola nave cubierta con bóveda de medio cañón y con un ábside semicircular con bóveda de cuarto de esfera. Su construcción se data de principios del siglo XII por su carácter románico lombardo, que se hace más visible en el exterior, donde el ábside tiene una decoración de arcuaciones ciegas. En la fachada sur, se encuentra la puerta de entrada, construida con un arco de medio punto sin ninguna ornamentación. El campanario es de espadaña con dos aberturas.

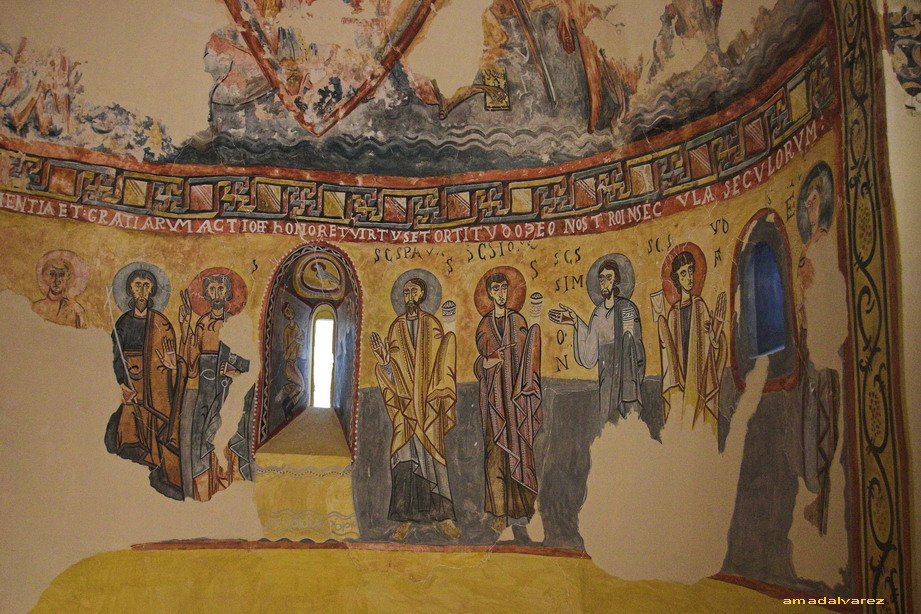
Pinturas románicas de San Vicente de Rus.

Durante las campañas de restauración hechas en los años 1983-1985, se localizó una necrópolis con diversas tumbas de los siglos X al XII, lo que hace suponer la existencia de un templo anterior al románico.
Se encontraron también, pinturas murales, un conjunto en el ábside con vestigios de un Cristo en majestad y parte de los apóstoles. En la capilla de santa Magdalena, ya de la época gótica, se conservan in situ, pasajes de la vida de la santa.
Las pinturas románicas originales del ábside, se conservan en el Museo Diocesano y Comarcal de Solsona, aunque se puede ver una reproducción en la iglesia.
Una talla de madera de la Virgen María de finales del siglo XII, procedente de este templo, se guarda en el Museo Episcopal de Vich.